# Culture des Pays de la Loire
Cet article traite de différents aspects de la culture des Pays de la Loire, une région de l’ouest de la France regroupant les départements de la Loire-Atlantique, de Maine-et-Loire, de la Mayenne, de la Sarthe et de la Vendée.

## Histoire
La région des Pays de la Loire fut créée en 1955, en même temps que les autres régions administratives, lors de l'instauration des « régions de programme », découpage administratif dont les compétences furent peu à peu étendues pour donner les régions françaises actuelles.
À la différence d'autres régions, les Pays de la Loire ne correspondaient, à leur création, à aucune entité administrative ou historique qui aurait préexisté : les cinq départements furent regroupés sur des critères administratifs et économiques. Ce découpage donne toujours lieu à une forte contestation avec des partisans d'un rattachement de la Loire-Atlantique à la Bretagne et des adversaires d'un tel projet. L'argument des premiers est que ce département fait historiquement mais aussi culturellement partie de la Bretagne.
Historiquement, les Pays de la Loire recouvrent des morceaux des anciennes provinces d'Anjou (Maine-et-Loire, tiers sud de la Mayenne, frange sud-ouest de la Sarthe), de Bretagne (Loire Atlantique), du Maine (Sarthe et majeure partie de la Mayenne), du Perche (nord-est de la Sarthe) et du Bas-Poitou (Vendée). Ainsi si des régions historiques tels que l'Anjou ou le Maine se retrouvent presque intégralement dans la région Pays de la Loire, les départements de Loire Atlantique et de Vendée se retrouvent détachés de leurs régions historiques elles-mêmes constituées en région administrative (Bretagne et Poitou-Charentes).

## État des lieux

### Budget
Le budget consacré par la région est de 49 millions d'euros pour l'année 2008, dont 13 millions pour le patrimoine régional et 4,4 millions pour les festivals.

### Emplois
20 000 emplois sont directement liés à la culture en Pays de la Loire.

## Patrimoine
Article détaillé : Patrimoine des Pays de la Loire
Riche d'une identité plurielle, les Pays de la Loire compte parmi les régions ayant un patrimoine le plus diversifié.
La valorisation du patrimoine des Pays de la Loire qu’il soit bâti, culturel, audiovisuel et l’organisation des cycles d’enseignement artistique à vocation professionnelle au sein des conservatoires et des écoles de musique montre l'attachement des habitants à leur patrimoine et à leur culture.
La région dispose de nombreux musées présentant des collections historiques et contemporaines variées.
Le site le plus connu du fleuve qui leur donne son nom, les Châteaux de la Loire, situés pour la plupart en région Centre, mais aussi dans l'Anjou), sont des édifices pour la plupart bâtis ou fortement remaniés à la Renaissance française, à un moment où le pouvoir royal était situé sur les rives du fleuve, de ses affluents où à proximité de ceux-ci (XVe et XVIe siècles). La plupart des châteaux puisent néanmoins leurs origines dans le Moyen Âge dont ils conservent des traits architecturaux importants.
La concentration en monuments remarquables dans cette région a justifié le classement du Val de Loire en patrimoine mondial de l'humanité par l'UNESCO, dont la partie des Pays de la Loire s'arrête à Chalonnes-sur-Loire en Maine-et-Loire.
Parmi les châteaux, on peut notamment citer :
- Montsoreau ;
- Montreuil-Bellay ;
- Saumur ;
- Boumois ;
- Brissac ;
- Montgeoffroy ;
- Terre-Neuve à Fontenay-le-Comte
- Le Plessis-Bourré ;
- La Verrerie ;
- Le Lude ;
- Angers.

## Festival
Une centaine de festivals financés à la hauteur de 4,4 millions d'Euros pour l'année 2008.

### Spectacle vivant
Les Pays de la Loire comportent de nombreux spectacles vivants des musiques actuelles aux scènes nationales en passant par la danse et le théâtre, des structures de dimension nationale telles que l’Orchestre National des Pays de la Loire, l’Abbaye de Fontevraud ou des événements musicaux comme la Folle Journée de Nantes. Par ailleurs, tous les étés a lieu la Cinescénie du Puy du Fou.
Le Conseil régional des Pays de la Loire favorise toutes les formes de spectacle vivant et leur diffusion sur l’ensemble du territoire, des actions sont menées en matière d’équipements publics culturels et des initiatives sont prises pour le développement à l’international. Le cinéma fait l’objet d’aides à la production ou aux tournages dans la région.

### Liste non exhaustive des festivals
- Festival d'Anjou : Second festival de théâtre de France, par son importance, après le Festival d'Avignon.
- Festival de Noirmoutier-en-l'Ile : festival estival théâtral et musical.
- Festival des 3 continents : cinémas d’Asie, d’Afrique et d’Amérique latine à Nantes.
- Festival du Cinéma Espagnol de Nantes
- Premiers plans : le jeune cinéma européen à Angers.
- La Folle Journée : temps fort de la musique classique en région et à l’étranger.
- Le Festival de l'Epau au mois de mai, dans le cadre de l'Abbaye de l'Epau et dans d'autres lieux de la Sarthe.
- L’Europa Jazz Festival du Mans
- Les Rendez-vous de l’Erdre : jazz à Nantes et dans le pays nantais.
- Les Affranchis, festival de spectacles de rue, à La Flèche, dans la Sarthe.
- Festival de Sablé : musique baroque à Sablé-sur-Sarthe.
- Festival international du scoop et du journalisme à Angers.
- Les Escales de Saint-Nazaire : festival de musiques du monde.
- Le Printemps des arts : musiques classiques et baroque en région.
- Les Orientales à Saint-Florent-le-Vieil.
- Les Accroche-Cœurs : spectacle de rue à Angers.
- Gypsy Swing Festival : musiques roms, tsiganes et manouches à Angers et son agglomération.
- La Nuit des Chimères visite de la vieille ville du Mans.
- Festival Scopitone : musiques et arts électroniques du monde entier à Nantes.
- Cinéma d'Afrique à Angers.
- Le Festival de Poupet à Saint-Malô-du-Bois.
- Le Festival SOY à Nantes, rock et folk.
- Les 3 Éléphants à Laval, musiques actuelles.
- Festival Hellfest à Clisson, métal.
- Les Utopiales à Nantes, science-fiction.
- HIP OPsession à Nantes et Saint-Nazaire, consacré à la culture Hip-Hop.

### Acteur culturel régional
- Orchestre National des Pays de la Loire
- Angers-Nantes Opéra
- Abbaye de Fontevraud
- Revue 303
- Nouveau théâtre d'Angers
- Scène nationale Le Grand R de La Roche-sur-Yon
- Scène nationale "Le Théâtre" de Saint-Nazaire
- Centre national de danse contemporaine (CNDC)
- Fonds régional d'art contemporain des Pays de la Loire
- Collectif régional de diffusion du jazz en Pays de la Loire

## Pass Culture et Sport
À l'initiative du Conseil régional des Pays de la Loire, un Pass Culture et Sport a été créé pour faciliter l’ouverture des jeunes à la culture, leur accès aux sports et leur engagement associatif. Le Pass Culture Sport s’adresse aux lycéens, apprentis quel que soit leur âge, ainsi que tous les autres jeunes de 15 à 19 ans.
Il a pour principal objectif de démocratiser l’accès à la culture pour tous, de faire du dispositif un véritable outil d’ouverture culturelle, de valoriser les pratiques culturelles et sportives, de favoriser l’engagement citoyen et l’intégration sociale. 70 000 jeunes bénéficient du "Pass culture et sport".
Ayant un coût de 8 euros, le chéquier se compose de 9 chèques qui donnent droit à une entrée gratuite pour des spectacles ou des événements sportifs ou à une réduction sur l’achat de livres. Des chèques permettent également de favoriser la pratique artistique ou sportive. De même, un autre chèque donne droit à une réduction pour les jeunes qui souhaitent suivre des formations de secourisme ou passer certains diplômes, type BAFA, arbitrage ou encadrement sportif. Deux chèques collectifs donnant droit à des entrées gratuites dans le cadre de sorties de classe ou de groupes sont inclus dans le mini-chéquier.
La commande du chéquier se fait auprès des conseillers pass-culture-sport des établissements scolaires ou des autres structures partenaires comme le réseau du Centre Régional d'Information Jeunesse, la mission locale ou les foyers de jeunes travailleurs).

## Sources
1. 1 2 3  Pays de la Loire magazine no 19, avril/mai 2008, Page14/15
2. ↑  « http://www.passculturesport.com/index.php?id=1727 »(Archive.org • Wikiwix • Archive.is • Google • Que faire ?)